# Andy Summers
Andy Summers (született: Andrew James Somers, 1942. december 31. –)  brit gitáros és zeneszerző, leginkább a The Police és az Eric Burdon & The Animals együttesekben eltöltött éveiről ismert. Summers általában  Fender Telecaster és Stratocaster típusú gitárt használ rockzenéhez és  Gibsonon játszik fúziós dzsesszzenét. Játékát jelentősen befolyásolták a dzsesszzenei és klasszikus zenei tanulmányokkal eltöltött évek, valamint a new age, a rock és egyéb zenei műfajok. Poulton-le-Fylde-ben  (Lancashire, Anglia) született.

## Tanulmányok
Andy Summers alapjában véve autodidaktaként kezdte hivatásos zenei pályafutását, később azonban négy évig, 1973-ig klasszikus gitárjátékot tanult a Kaliforniai Egyetemen.

## Előadói pálya
Bár Lancashire-ben született, Bournemouthban, Dorsetben nőtt fel, itt kezdett tizenévesként jazz gitáron játszani a helyi klubokban. Ez idő tájt egy bournemouthi zeneboltban is dolgozott, melyet gyakran látogatott a fiatal Robert Fripp.

### A Police előtti karrier
Summers az 1960-as években vett részt először gitárosként lemezfelvételeken, ezek a Zoot Money's Big Roll Bandhez és annak pszichedelikus stílusú módosulatához, a Dantalian's Chariothoz kötődtek. Mindkét együttes népszerű volt a londoni klubok környékén. Summers néhány hónapig tagja volt a canterburyi szcénához tartozó, fúziós jazzt játszó Soft Machine együttesnek, bár velük nem készült lemezfelvétele. Szerepelt viszont az Eric Burdon and The Animals Love Is című albumán és a hetvenes évek közepének javát Neil Sedaka, Joan Armatrading, Kevin Ayers, Kevin Coyne, Tim Rose, Jon Lord és mások kísérő zenészeként töltötte. Egy időben Summer neve felmerült Mick Taylornak, a The Rolling Stones szólógitárosának lehetséges utódjaként, az együttes aztán inkább  Ronnie Wood-ot választotta. Tagja volt az „elő-Police”-nak tekinthető Strontium 90 együttesnek Sting, Stewart Copeland és Mike Howlett társaságában.
Az 1970-es évek közepén vezetéknevét „Somers”-ről „Summers”-re változtatta.

### A Police
Summers nemzetközi hírnévre a The Police együttes gitárosaként tett szert. A zenekar olyan számokkal vált népszerűvé, mint a  "Message in a Bottle", a "Don't Stand So Close to Me", és az "Every Breath You Take". Summers szintén írt számokat a  Police számára – többek között az "Omegaman"-t és a "Mother"-t –, továbbá instrumentális szerzeménye, a "Behind My Camel" (Sting nem kívánt szerepelni benne) 1980-ban elnyerte a legjobb hangszeres rock felvétel Grammy-díját. Summers énekelt a "Be My Girl – Sally" című számban (az Outlandos d’Amour című albumról), narrátorként mesélt – erős yorkshire-i akcentussal – kalandjairól a felfújható guminővel, Sallyvel. Úgyszintén énekelt a  "Mother", a "Friends" és a "Someone To Talk To" című számokban. A "Mother" a Synchronicity című albumon jelent meg. A "Friends" és a "Someone To Talk To" nem szerepelt a Police egyetlen stúdióalbumán sem, azonban rajta vannak a dobozban kiadott Message in a Box: The Complete Recordings című anyagon.
Summer megtartóztatta magát a túldíszített „gitár-tűzijátéktól”, stílusát a hangzás mélysége határozta meg, melyre a kompresszor, a kórus, a visszhang és a flanger hatások ízléses használata volt jellemző.  A „Police-hangzás”-hoz hozzátartozott egy Echoplex szalagos késleltető eszköz is. Summers gitárhangja, amelyet egy ütött-kopott, igencsak átalakított Fender Telecaster produkált, és amely különféle átalakító és késleltető egységeken haladt át, egy szintre került Eddie Van Halenével és The Edge-ével, és egyike lett azoknak, amelyeket a legtöbben másoltak az 1980-as években. Nagyon korán elkezdte a gitár-szintetizátor technika alkalmazását is. Ez utóbbit legjobban a Police Synchronicity albumának "Walking in Your Footsteps" című száma tanusítja.

### A Police utáni pályaív
Summers zenei pályafutásához a filmzenék is hozzátartoznak. A két legismertebb alkotás, melynek ő szerezte a zenéjét, a Down and Out in Beverly Hills (magyar címe: Koldusbottal Beverly Hillsben) és a Weekend at Bernie's (magyar címe: Hóbortos hétvége) volt. Zenekarvezetőként és zeneszerzőként bekapcsolódott egy éjszakai tv-műsorba is, a szinész-komikus Dennis Miller első, rövid életű talk-show-jában. Vendégszerepelt a  The Hitchhiker című tv-sorozat egyik epizódjában és elvállalt egy rövid szerepet az Another You (magyar címe: Folt a zsákját) című vígjátékban, melynek főszereplői Gene Wilder és Richard Pryor voltak. 1987-ben rövid ideig tagja volt az egykori Police dobosával Stewart Copelanddel együtt a Rush Hour együttesnek, amely később az Animal Logic nevet vette fel.
Olyan muzsikusok lemezfelvételein működött közre, mint  John Etheridge, Vinnie Colaiuta, Robert Fripp, Herbie Hancock, Brian Auger, Eliane Elias, Tony Levin, Ginger Baker, Debbie Harry, Q-Tip és Sting. Készített egy kétrészes, gitárjátékot oktató videót is.

### Újra együtt a Police
2003 márciusában Summers, Sting és Copeland újra egyesült, abból az alkalomból, hogy a Police-t beiktatták a Rock and Roll Hall of Fame-be (a Rock and Roll dicsőségcsarnoka). Később, ugyanebben az évben, Summers kiadta tizedik, instrumentális számokat tartalmazó szóló albumát Earth + Sky címmel. Legutolsó felvétele a The X Tracks című album, amely zenés összefoglalója az 1997. és 2002. közötti éveknek. Napjainkban  Summers jazz-klubokban és más helyeken lép fel, évente néhány alkalommal.
A 2007. évi Grammy-díj átadó ünnepségen Summers, Stewart Copeland és Sting ismét Police néven muzsikáltak együtt. Ez volt az együttes első nyilvános fellépése 1986 óta, eltekintve a beiktatási ünnepségen való szerepléstől. Egy nappal később a zenekar bejelentette, hogy a Police 30. évfordulójának ünnepléseként, 2007. május 28-án kezdetét veszi a The Police Reunion Tour. A turné utolsó fellépésén volt Summers 65 éves. A turné minden idők harmadik legsikeresebb koncertkörútja volt.

## Írói és fényképészi karrier
A zenén túlmenően Summers írással és fényképezéssel is foglalkozott. Legutóbbi,  Ralph Gibsonnal közös könyve, a Light Strings: Impressions of the Guitar, amely a Chronicle Books kiadóbál jelent meg, a zenével, a gitárokkal kapcsolatos gondolatokat, valamint személyes vonatkozású történeteket tartalmaz.
Önéletrajza, a One Train Later: A Memoir 2006 októberében jelent meg (a U2 tagjának, The Edge-nek az előszavával).
Summers jól ismert arról, hogy állandóan fényképezőgép van nála és sűrűn fényképezget. 2007 augusztusában jelent meg az I'll Be Watching You, egy fényképes beszámoló a Police-szal töltött évekről. Folytatta a fényképezést az újraegyesülési turné alkalmával is, és már a kezdeti időkben áttért a digitális gépek használatára. Egy – az I'll Be Watching You-ban megjelent képekből válogatott – kiállítás több kanadai városban is látható volt.

## Hangszerek
Summers figyelemreméltó gitárgyűjteménnyel rendelkezik, és az évek során a különféle gitárok, effektek és erősítők széles választékát próbálta ki.

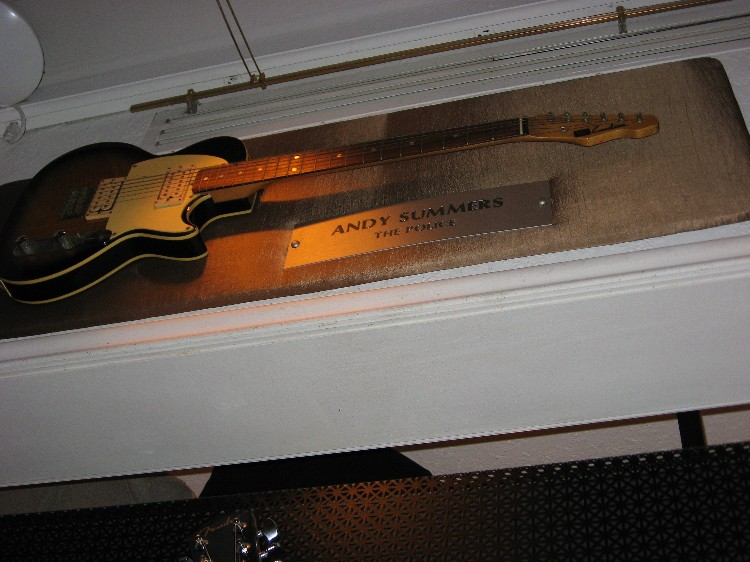
Summers gitárjai

### 1977–1984
A Police-szal eltöltött évek alatt sokfajta gitáron játszott. Többféle gitárt használt minden albumon , turnén és a videókon is. Legjellegzetesebb hangszere egy átalakított, 1961 Fender Telecaster volt. Ezt egyik tanítványától vásárolta, körülbelül 200 dollárért. A hangszer egy – a nyakra szerelt – Gibson PAF ikertekercses (humbucker) hangszedőt és egy aktív, a testen lévő előerősítőt tartalmazott, melynek segítségével állt elő a hatás, amit sok rajongó a „klasszikus” Police-hangzásként emleget. Summers sűrűn használta ezt a gitárt úgy a stúdióban, mint koncerteken. Az 1961 Telecaster mellett alkalmanként egy Fiesta Red 1961 Fender Stratocasteren is játszott (ez a hangszer gyakran hallható az 1983-as  Synchronicity  albumon). Ez idő tájt több Gibson gitárja is volt: egy 1958 ES-335, két ES-175s és mások. A Synchronicity albumon egy Gibson Chet Atkins Electric Classicalt szólaltatott meg. Ez a gitár hallható a  "Miss Gradenko" című számban és feltűnik a "Wrapped Around Your Finger" című videóban is. Jó néhány Hamer gitárt is használt: egy Hamer Standard látható a  "Can't Stand Losing You" című videón, egy Hamer Sunburst szól Zenyatta Mondatta album néhány száma alatt és egy-két további Hamer gitár más számok alatt.
Az effekt-pedálok széles választékát állította hadrendbe, például az Echoplexet, melyhez az együttes az Outlandos d’Amour című album felvételeikor jutott hozzá. Ugyanazokat az effekteket használta a stúdióban és a pódiumon is. Erősítői Marshall típusúak voltak.

### 1985–1996
Mikor a Police feloszlott és Summers szólókarrierje beindult, különböző gitárok és effektek  kombinációját kezdte használni (többek között két Roland gitár-szintetizátort, egy GR-505-öst és egy  GR-707-est). Miközben játszott régi gitárjain is, különösen a Telecasteren, gyakran használt Steve Klein-féle egyedi gitárokat. Az 1990-es évek előre haladtával egy Gibson ES-335 nőtt a szivéhez, mivel úgy vélte, a Klein-gitárok élőben, hosszabb játék után nem szólnak megfelelően. Az ES-335 egyben a jazz-hez is alkalmasabb volt, Summers ez ekkoriban ezt a műfajt kedvelte. Volt néhány akusztikus gitárja is az Invisible Threads felvétele során, például egy Gibson B-25, egy Martin D-28 és egy rendelésre gyártott eszköz, melyet a brit Andrew Manson készített.

### 1997 – napjainkig
Summers továbbra is játszik a jazzhez különösen megfelelő ES-335-ösön. Használ még egy domború, archtop gitárt is, mely a neves hangszerkészítő Robert Benedetto műhelyéből került ki. A 2007-2008-as újraegyesülési turnén  az ütött-kopott Telecasterének a másolatán játszott, valamint más – a Police albumain használt – régi hangszereken is. Nagyon kedveli az analóg effekt-pedálokat is, úgy a stúdióban, mint a szinpadon és folyamatosan alkalmazza a különböző effekt-beállítások széles változatát.

## Személyes vonatkozások
Summers 1968-ban vette el első feleségét, Robin Lane-t. A pár 1970-ben elvált. 1973-ban vette feleségül a pszichológusként végzett Kate-et, akivel 1978-ban egy lányuk született, Layla Zoe Summers. Kate és Summers 1981-ben váltak el, de 1985-ben újra összeházasodtak. A válást követően született egy Andrew nevű fia egy Susan Greening nevű asszonytól. A fiút később törvényesen örökbe fogadta  Martin Turner, a Wishbone Ash zenésze (Andrew továbbra is az anyja vezetéknevét viseli). Andrew, a fiú jelenleg a brit drum and bass világában tevékenykedik. 1987-ben megszületett Summers két ikerfia,  Maurice X és Anton Y. A fiúk második keresztneveként szereplő X és Y betűk Summers első szóló albumára, az XYZ-re utalnak.

## Díjak
- Grammy-díj, Best Rock Instrumental, "Reggatta de Blanc", 1979
- Grammy-díj, Best Rock Instrumental, "Behind My Camel", 1980
- Rock and Roll Hall of Fame induction with the Police, 2003
- Chevalier of the Ordre des Arts et des Lettres, with the Police, 2007
- Honorary doctorate, Bournemouth University, 2008
- Hall of Fame, Guitar Player magazine
- Vote number one pop guitarist, five years, Guitar Player magazine
- Guiding Light Award, Progressive Music Awards, 2016
- 85th guitarist of all time, Rolling Stone magazine
- Lifetime Achievement Award, Gibson Guitar Awards, 2000
- Lifetime Achievement Award, Roland and BOSS, 2017
- His autobiography One Train Later (2006)

## Diszkográfia

### Stúdióalbumok
- Outlandos d’Amour – 1978. (a The Police-szal)
- Reggatta de Blanc – 1979. (a The Police-szal)
- Zenyatta Mondatta – 1980. (a The Police-szal)
- Ghost in the Machine – 1981. (a The Police-szal)
- I Advance Masked – 1982. (Robert Fripp-pel])
- Synchronicity – 1983. (a The Police-szal)
- Bewitched – 1984. (Robert Fripp-pel)
- XYZ – 1987.
- Mysterious Barricades – 1988.
- The Golden Wire – 1989.
- Charming Snakes – 1990.
- World Gone Strange – 1991.
- Invisible Threads – 1993. (John Etheridge-dzsel)
- Synaesthesia – 1996.
- The Last Dance of Mr. X – 1997.
- Strings of Desire – 1998. (Victor Biglione társaságában)
- Green Chimneys: The Music of Thelonious Monk – 1999.
- Peggy's Blue Skylight – 2000. (a "Weird Nightmare" című számban Debbie Harry énekel)
- Earth + Sky – 2004.
- Splendid Brasil – 2005 (Victor Biglionéval)
- First You Build a Cloud – 2007. (Ben Verderyvel)

## Fordítás
- Ez a szócikk részben vagy egészben  az   Andy Summers című angol Wikipédia-szócikk ezen változatának fordításán alapul.  Az eredeti cikk szerkesztőit annak laptörténete sorolja fel. Ez a jelzés csupán a megfogalmazás eredetét és a szerzői jogokat jelzi, nem szolgál a cikkben szereplő információk forrásmegjelöléseként.